# Reece Topley
Reece James William Topley (* 21. Februar 1994 in Ipswich, Vereinigtes Königreich) ist ein englischer Cricketspieler, der seit 2015 für die englische Nationalmannschaft spielt.

## Kindheit und Ausbildung
Topley's Vater, Don Topley, spielte selbst First-Class Cricket für Essex. Im Jahr 2009 machte er Schlagzeilen, als er als 15-jähriger in den Netzen zu Kevin Pieterson bowlte und von diesem mit dem Ball am Kopf getroffen wurde, so dass er genäht werden musste. Er war Teil der englischen Vertretung beim ICC U19-Cricket-Weltmeisterschaft 2012.

## Aktive Karriere
Sein First-Class-Debüt gab er für Essex im Jahr 2011 und machte dort schnell als Bowler auf sich Aufmerksam. Nachdem er bei der U19-Weltmeisterschaft auftrumpfte, konnte er im englischen A-Team weitere Erfahrungen sammeln. Eine Rückenverletzung sorgte dann dafür, dass er mehrere Monate aussetzen musste. Sein Debüt im ODI- und Twenty20-Team folgte dann bei der Ashes Tour 2015 gegen Australien. Im November 2015 erzielte er dann auf der Tour gegen pakistan in ODIs (3/26) und Twenty20s (3/24) jeweils drei Wickets. In der ODI-Serie in Südafrika im Februar 2016 gelangen ihm dann ein Mal vier (4/50) und ein Mal drei (3/41) Wickets. Daraufhin wurde er für den ICC World Twenty20 2016 nominiert, und kam beim englischen Titelgewinn in zwei Spielen der Super-10-Runde zum Einsatz. Für die Saison 2016 wechselte er zu Hampshire, doch hatte dann mit zahlreichen Verletzungen zu kämpfen. Im April brach er sich die Hand, bevor er einen Monat später eine Stress-Fraktur im Rücken erlitt. Ein halbes Jahr später zog er sich dann eine Schulterverletzung zu, bevor er im Sommer abermals eine stressfraktur des Rückens aufwies. Letzteres wiederholte sich im folgenden Sommer, so dass er erneut operiert werden musste. In der Saison 2019 wechselte er dann nach Sussex, bevor er einen weiteren Vertrag im Folgejahr für Surrey unterschrieb.
Im August 2020 kam er dann für ein ODI gegen Irland wieder zurück ins Nationalteam. Doch hielt ihn erneut eine Verletzung zurück. So war er beim ICC Men’s T20 World Cup 2021 nur als Ersatz nominiert und kam nicht zum Einsatz. Herausragen konnte er dann wieder im Juli 2022 bei der Tour gegen Indien. Nachdem er im dritten Twenty20 drei Wickets erzielte (3/22), wurde er im zweiten ODI mit 6 wickets für 24 Runs als Spieler des Spiels ausgezeichnet. Im dritten Spiel der Serie folgten dann noch ein Mal drei Wickets (3/35). Er wurde daraufhin für den ICC Men’s T20 World Cup 2022 nominiert, doch sorgte eine Knöchelverletzung dafür, dass er dort nicht spielen konnte. Weitere Verletzungen verhinderten dann seinen Einsatz bei der Indian Premier League 2023. Im September 2023 erreichte er gegen Neuseeland drei Wickets (3/27) in den ODIs und wurde daraufhin für den Cricket World Cup 2023 nominiert.